# Photoscotosia insularis
Photoscotosia insularis är en fjärilsart som beskrevs av Max Joseph Bastelberger 1909. Photoscotosia insularis ingår i släktet Photoscotosia och familjen mätare. Inga underarter finns listade i Catalogue of Life.

## Bildgalleri

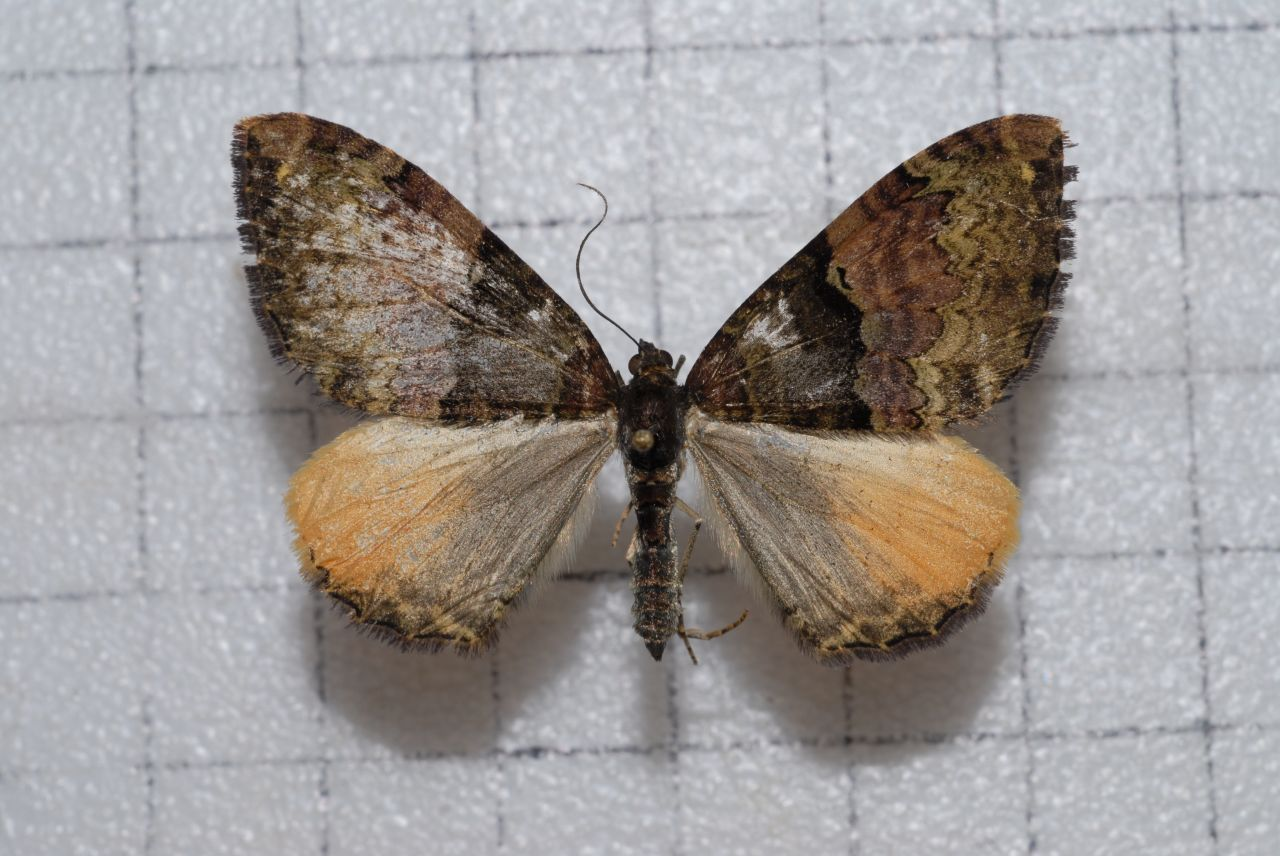
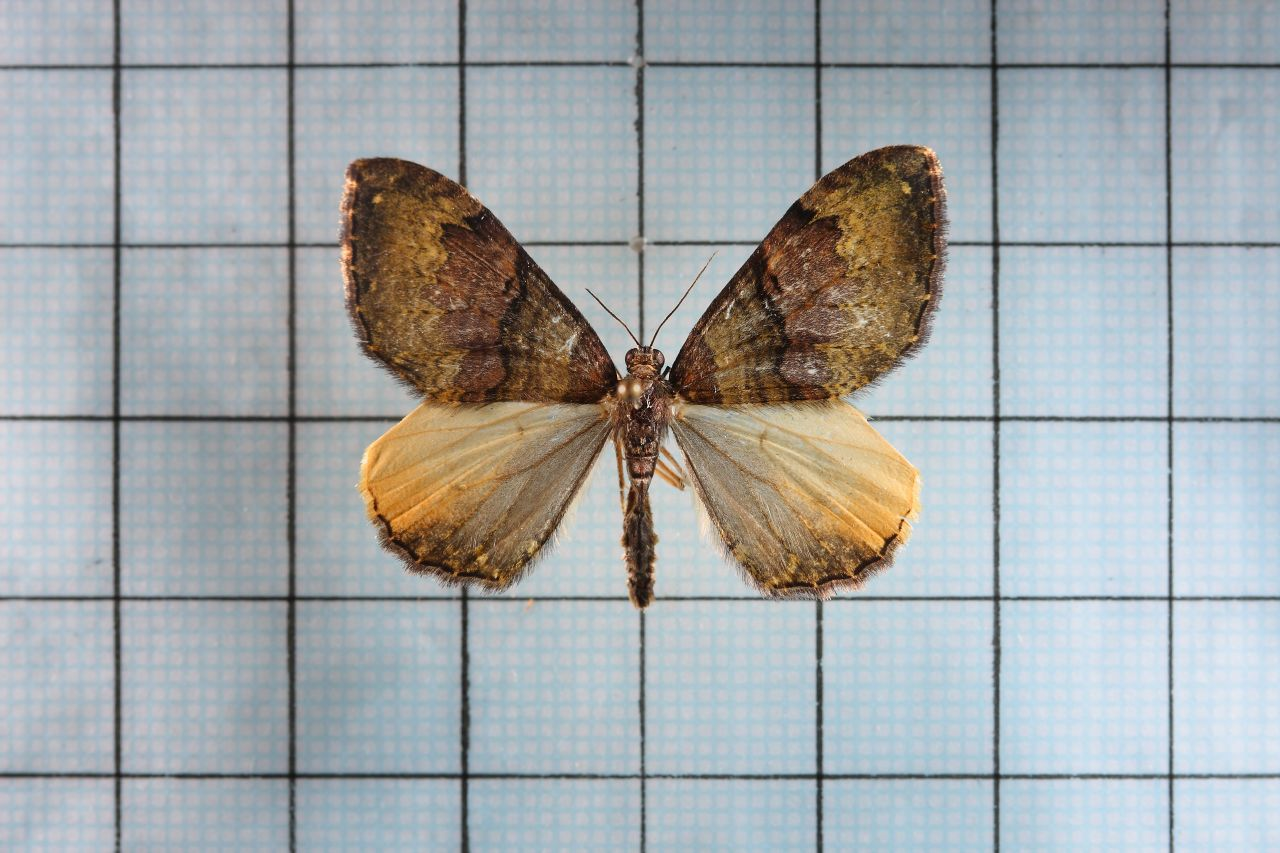
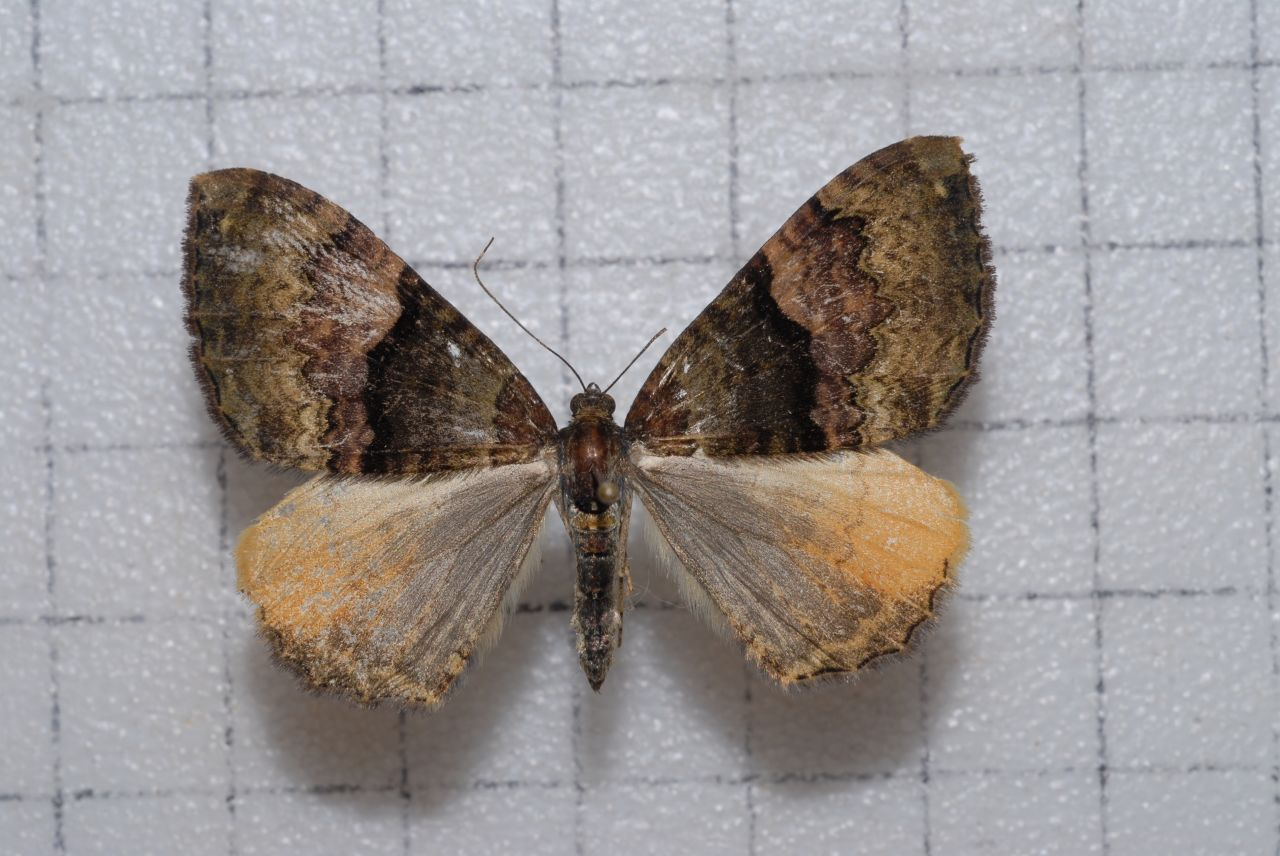